# Julijina brv
Julijina brv, tudi brv Loka-Kandija je most za pešce in kolesarje v Novem mestu, ki prečka reko Krko. Na desnem bregu reke Krke je umeščena v Kandiji, tik pred izlivom Težke vode, kjer je tudi manjši vstopni trg in na levem bregu preko dostopne klančine in stopnic na Župančičevo sprehajališče. Zasnovan je kot enovita poteza preko Krke, ki se opira na edino oporo sredi vodne struge in se s tem navezuje na zasnovo starega železniškega in novejšega Kandijskega mostu. 

## Osnovni podatki
Most je zasnovan kot kontinuirana okvirna konstrukcija preko dveh polj statičnih razponov 57 metrov. Njegova skupna dolžina do konca opornikov znaša 116,5 metra. Prekladno konstrukcijo sestavlja nizek jekleni škatlasti nosilec širine 4,3 metra in višine 1,5 metra. Na obeh koncih je škatlasti nosilec položen na krajna opornika, na sredini reke pa na hidrodinamično oblikovan steber. Na tem mestu se most razširi kot majhen trikotni trg s pogledom proti Kapitlju.

## Galerija
- Brv  med gradnjo. junij 2022
- Gradbišče brvi v februarju 2023